# دون كودي
دون كودي هو سياسي كندي، ولد في 28 مارس 1936 في كندا. حزبياً، نشط في Saskatchewan New Democratic Party ‏. وقد انتخب عضو المجلس التشريعي من ساسكاتشوان.